# Сосняк (село)
Сосняк (укр. Сосняк) — упразднённый посёлок в Крыму, включённый в состав пгт Восход. Сейчас территория санатория Сосняк.

## История
Дача некоего Ледокова Сосняк впервые в исторических документах встречается в Статистическом справочнике Таврической губернии. Ч.II-я. Статистический очерк, выпуск восьмой Ялтинский уезд, 1915 год, согласно которому на приписанной к деревне Никита Дерекойской волости Ялтинского уезда даче Ледокова «Сосняк» числился 1 двор без населения.
После установления в Крыму Советской власти, по постановлению Крымревкома от 8 января 1921 года была упразднена волостная система и село подчинили Ялтинскому району Ялтинского уезда. В 1922 году уезды получили название округов. Согласно Списку населённых пунктов Крымской АССР по Всесоюзной переписи 17 декабря 1926 года, на хуторе Сосняк, Никитского сельсовета (в котором селение состояло до начала 1960-х годов) Ялтинского района, числилось 5 дворов, все не крестьянские, население составляло 20 человек, все русские.
В 1944 году, после освобождения Крыма от фашистов, 12 августа 1944 года было принято постановление № ГОКО-6372с «О переселении колхозников в районы Крыма», по которому из Ростовской области РСФСР в район переселялись 3000 семей колхозников, а в начале 1950-х годов последовала вторая волна переселенцев из различных областей Украины. С 12 февраля 1991 года селение в составе восстановленной Крымской АССР, 26 февраля 1992 года переименованной в Автономную Республику Крым. К 1977 году посёлок Сосняк (уже Массандровского поссовета) был включён в состав пгт Восход.